# Stenoparmena
Stenoparmena is een kevergeslacht uit de familie van de boktorren (Cerambycidae). De wetenschappelijke naam van het geslacht werd voor het eerst geldig gepubliceerd in 1864 door Thomson.

## Soorten
Stenoparmena omvat de volgende soorten:
- Stenoparmena crinita Thomson, 1864
- Stenoparmena ferruginea Aurivillius, 1915
- Stenoparmena nigra Breuning & Teocchi, 1983